# Shuangshusi Shuiku
Shuangshusi Shuiku (kinesiska: 双树寺水库) är en reservoar i Kina. Den ligger i provinsen Gansu, i den nordvästra delen av landet, omkring 370 kilometer nordväst om provinshuvudstaden Lanzhou. Trakten runt Shuangshusi Shuiku består i huvudsak av gräsmarker.
Genomsnittlig årsnederbörd är 534 millimeter. Den regnigaste månaden är juli, med i genomsnitt 128 mm nederbörd, och den torraste är december, med 3 mm nederbörd.